# Corinne Vuillaume
Corinne Vuillaume, épouse Tylski, née le 19 juillet 1971 à Pontarlier et décédée le 7 février 2016 à Toulouse, est une écrivaine française (livres, nouvelles, contes, pièces, essais).

## Biographie
Née en Franche-Comté en 1971, Corinne Vuillaume étudie l'histoire de l'art à l'université de Toulouse II, où elle se spécialise dans les figures fantastiques de la Préhistoire au Moyen Âge.
Elle participe à des fouilles archéologiques et rédige plusieurs mémoires.
Passionnée par la littérature et le cinéma, elle soutient une thèse de doctorat sur le cinéma fantastique et publie plusieurs articles et livres sur le sujet, ainsi qu'un documentaire pour France Culture.
Elle se consacre à l'écriture de fiction, notamment au Cherche midi, et les éditions jeunesse, et s'engage aux Restos du cœur et à Amnesty International.
Elle décède le 7 février 2016 à la suite d'une hémorragie cérébrale (MAV). Son mari, Alexandre Tylski, signe depuis ses créations sous le nom Alexandre Vuillaume-Tylski.

## Prix Corinne-Vuillaume
En septembre 2016 est annoncée la création du Prix Corinne Vuillaume par l'association Les Amis de Corinne Vuillaume.
- Lauréat 2017: Loredana Cabassu (Maintenant) - 2e prix: Marine Bellier (Fouille de sauvetage) - Finalistes: Léo Minary, Marie-Hélène Moreau, Philippe Aubert de Molay, Lucienne Bonnot-Bangui, Rosalie Heurtebise. JURY: Christian Authier (prix Renaudot 2014), Claire Clément (Ed.Bayard), Véronique Lamendour (Radio France), Virginie Mailles-Viard ("Le Matricule des anges"), Philippe Met (Université de Pennsylvanie), Anny Romand (Saison Nobel), Frantz Vaillant (TV5), Jean-Pierre Zonca (L'Est Républicain).
- Lauréat 2018: Lewis Chambard (Avant l'aurore) - 2e prix: Lucile Sergent ("Pris dans l'aurore") - Finalistes: Philippe Aubert de Molay, Pascaline Défontaines, Emmanuelle Ignacchiti, Valérie Mailly, Jean-Pierre Zonca. JURY: Jean-Louis Augé (Musée Goya), Samuel Blumenfled (Le Monde), Loredana Cabassu (lauréate 2017), Florence Colombani (Vanity Fair), Jean-Louis Dufour (ESAV), Barbara Glowczewski (CNRS), Eric Metzger (Gallimard), Sylvie Thierry (Bayard).
- Lauréat 2019: Dorian Masson (Acéré) - 2ème Prix: Bruno Baudart (Concerto per la mano sinistra). Finalistes: Shakiba Mehraeen, Claire Verney, Christophe le Maux, Claude Legrand, Coline Levin. JURY: Lewis Chambard (Prix 2018), Laetitia Colombani (Grasset), Isabelle Dartois (La Martinière), Rafik Djoumi (Arte), Timothée Hochet (Canal+), Alice Kharoubi (Festival de Cannes), Irène Omélianenko (France Culture), Pierre-Alexandre Schwab (PAS Editions).
- Lauréate 2020: Flore Maille (Tramway) - 2ème Prix: Camille Vergnaud (Sam). Finalistes: Loredana Cabassu, Joelle Foray, Arthur Hannoun, Anton Likiernik, Marie Testu. JURY: Jean-Luc Antonucci (Architecte Dplg), Clélia Cohen (Arte, Libé et Vanity Fair), Diphy Marianni (France Culture), Elisa de Halleux (Musée d'Art de Genève), Aurélie Lévy (Plon), Pierre-Julien Marest (Marest éditions), Dorian Masson (Lauréat 2019), Éric Vérat (CEEA).
- Lauréat 2021: Alexandre Comte (Le Petit jour) - 2ème Prix: Alice Minier. Finalistes: Laetitia Bartholome, Claudine Créac'h, Caroline Deramond, Marc-Antoine Granier, Gaël le Moign; Jury: Geoffrey Boulangé (vidéaste, monteur), Luc Lagier (rédacteur en chef Blow Up Arte), Flore Maille (lauréate Prix Corinne Vuillaume), Stéphanie Gillard (Documentariste), Françoise-Marie Klein (artiste-peintre), Etienne Robial (éditeur et directeur artistique), Mathieu Potte-Bonneville (Centre Pompidou), Céline Ters (France Culture).
- Lauréat 2022: Philippe Aubert de Molay (L'Ordinaire dune fée) - 2ème Prix: Elise Arpentinier. Finalistes: Julie Russias, Baptiste Morvant, Gérard Mégret, Richard Donini, Pauline Legrand. Jury: Jean-Baptiste Alba (Centre national Jean Jaurès), Christine Bernard (France Culture), Mireille Berton (Université de Lausanne), Alexandre Comte (lauréat Prix Corinne Vuillaume), Catherine Djoumi-Narva (psychothérapeute), Antoine Gaudin (Sorbonne Nouvelle), Paul Lacoste (metteur en scène), Latifa Sabri (Théâtre de Castres).

## Fiction (sélection)
- Sur un air de famille, J'aime Lire Max n.216 (Ed. Bayard), 2016
- Toxique, Je Bouquine n.386 (Ed. Bayard), 2016
- Nuit Noire, France Inter, 2014 [10]
- Je tricote (revue littéraire Brèves, 2014)
- Trente cinq minutes et pas de Godot[11],[12]
- Bye bye Sixties in 60 ans et alors ? (Cherche midi, 2013)
- Un Continent sous la dune et autres nouvelle fantastiques[13] (Aléas, 2006)
- La Vierge noire (Ligne Noire, numéro 17-18, 2004)
- La Lune rouge, lauréate du concours Histoire & Polar (Université Paul Sabatier, 2002)

## Principaux livres
- Johnny Depp,  Paris, Cahiers du cinéma, 2015, coll. « Anatomie d'un acteur »,  (ISBN 9782866429652) [14]
- Les Enfers : une interrogation filmique, Paris, Le Cerf-Corlet, 2013 (Lauréate du Centre National du Livre).
- Sorciers et sorcières à l'écran, Paris, L'Harmattan, 2010.
- Un Continent sous la dune et autres nouvelle fantastiques, Aléas, 2006[3]

## Essais sur l'art et le cinéma
- Visions infernales in Cauchemars italiens (L'Harmattan, 2011)
- Vision médiévale du diable au cinéma, in Des Monstres, du mythe au culte, CinémAction, n° 126, janvier 2008.
- Recréer du lien in Cédérom pédagogique « L'homme sans passé d'Aki Kaurimaki », CRDP de Nice, 2006.
- L'errance dans le carré du diable in Roman Polanski: l'art de l'adaptation, L'Harmattan, Paris, 2006, pp. 169–190.
- Au cœur de la machine in DVD Le court des grands, Europacorp, Paris, 2005.
- Un corps peut en cacher un autre, in DVD Le court des grands, Europacorp, Paris, 2005.
- L'impatience des limites, in Cadrage, mai 2005.
- Le corps du diable[15] in Histoire et Images Médiévales n.5, Déc.2005/Janv.2006, pp. 54–61.
- La sirène médiévale et ses représentations in Histoire médiévale, n.56, 2004, pp. 24–30.
- Retour sur le mythe de Dracula in Cédérom pédagogique Sleepy Hollow, CRDP de Nice, 2004.
- La figure de la sorcière in Cédérom pédagogique Sleepy Hollow, CRDP de Nice, 2004.